# Остригар
Евроазијски остригар лат. Haematopus ostralegus, или у Европи само oстригар, је птица мочварних подручја из породице остригара лат. Haematopodidae. Има упечатљиво црно-бело перје, дугачак раван наранџасто-црвени кљун, црвене очи и релативно кратке тамно ружичасте ноге. Полови су слични по изгледу, али је кљун женке дужи него код мужјака. Лако препознатљива птица због свог карактеристичног изгледа.
То је најраспрострањенија врста остригара, са четири подврсте које се гнезде у западној Европи, централном Евросибиру, Камчатки, Кини и западној обали Кореје. Ниједан други остригар се не појављује ван овог подручја.

## Таксономија
Остригар је наведен од стране шведског природњака Карл фон Линеа 1758. године у 10. издању своје „Systema Naturae“ под биномним именом лат. Haemotopus ostralegus. Име рода грч. Haematopus комбинује старогрчке речи грч. haima αἷμα што значи „крв“ и грч. pous πούς што значи „стопало“. Специфични епитет лат. ostralegus комбинује латинске речи лат. ostrea, што значи „острига“, и лат. legere, што значи „сакупљати“.
Енглески назив који у преводу значи „хватач острига“ сковао је Марк Кејтсби 1731. године као уобичајено име за северноамеричку врсту лат. Haematopus palliatus, описану као врсту која једе остриге. Вилијам Јарел је 1843. године установио ово као преферирани термин, замењујући старији назив морски шарени.
Препознате су четири подврсте, али неки подврсту лат. Haematopus ostralegus buturlini сврставају заједно са лат. Haematopus ostralegus longipes:
| Слика                                                         | Научно име             | Дистрибуција                                                                                         | Белешке                                                                        |
| ------------------------------------------------------------- | ---------------------- | --- | ------------------------------------------------------------------------------ |
| Нупур, Исланд                                                 | лат. (Лине, 1758.)     | Гнезди се од Исланда до Скандинавије и јужне Европе, зимује од Британије јужно до западне Африке     |                                                                                |
| Река Случ, Љубиковичи, Ривенска област, Украјина              | лат. (Buturlin, 1910)  | Гнезди се у Украјини и Турској до централне Русије и западног Сибира, зимује у источној Африци       |                                                                                |
| Резерват птица Хиџадија, Џамнагар, Гуџарат, Индија (зимовање) | лат. (Dementiev, 1941) | Гнезди се од западног Казахстана до северозападне Кине, зимује у југозападној Азији и Индији         |                                                                                |
| Хабаровск, пацифичка обала Русије                             | лат. (Swinhoe, 1871)   | Гнезди се на полуострву Камчатка, Корејском полуострву и североисточној Кини, зимује у источној Кини | Одвојена од осталих подврста са разликом од 2.500 км између свог ареала и лат. |

Подврста лат. Haematopus ostralegus osculans нема белу боју на осовинама спољних 2–3 примара и нема белу боју на спољним мрежама спољних пет примара. Постоје индиције да ће се лат. Haematopus ostralegus osculans  посматрати као засебна врста, али још увек није формално призната као таква.
Изумрла врста остригара са Канарских острва лат. Haematopus meadewaldoi, која се обично сматра посебном врстом, можда је заправо била изолована подврста или посебна популација остригара Haematopus ostralegus.

## Опис
Остригар је једна од већих птица мочварних станишта у региону. Остригар је 40 - 47.5 цм дугачак, кљун је дужине 8 - 9 цм, и има распон крила од 76 - 86 цм. То је лако препознатњива и бучна птица слична вивцима, са црно-белим перјем, ружичастим ногама и снажним широким црвено-наранџастим кљуном који се користи за гњечење или отварање мекушаца попут дагњи или за проналажење кишних глиста. Полови су слични по перју, али женка има дужи кљун од мужјака. Зимско перје се мало разликује од перја у току сезоне парења по томе што има бели оковратник на грлу; ово се код одраслих јавља само кратко време, али дуже код незрелих птица. Упркос свом имену, остриге не чине велики део његове исхране. Птица и даље оправдава своје име, јер мало која друга птица мочварица, ако је иједна, може да отвори остриге.
Остригар је лако препознати у лету, са белим мрљама на крилима и репу, иначе црним горњим делом тела и белим доњим делом тела. Младе птице су смеђе боје, имају белу крагну и заобљенији кљун. Оглашавање је препознатљиво гласно пиштање.
Облик кљуна варира; остригари са облијим врховима кљуна отварају мекушце тако што их раздвајају или ударају кроз љуштуру, док птице са шиљастијим кљуном ископавају црве. Ово је последица хабања које настаје храњењем пленом. Поједине птице се специјализују за једну или другу технику коју уче од својих родитеља. Остригар показује варијацију у дужини кљуна са повећањем од запада ка истоку. Подврста лат. Haematopus ostralegus longipes има изразито смеђе горње делове тела, а носни жлеб се протеже више од пола кљуна. Код подврсте лат. Haematopus ostralegus ostralegus носни жлеб се завршава пре половине кљуна.
Амерички остригар лат. Haematopus palliatus разликује се од евроазијског остригара по томе што има жуто око и црнкасто-смеђе, а не црно леђно перје.

## Дистрибуција и миграција
Остригар је миграторна врста на већем делу свог подручја. Европска популација се гнезди углавном у северној Европи, али зими се птице могу наћи у северној Африци и јужним деловима Европе, укључујући и Балканско полуострво. Иако је врста присутна током целе године у Ирској, Великој Британији и суседним европским земњама, и даље постоји миграторно кретање; велика јата која се налазе у естуаријима југозападне Енглеске зими се углавном размножавају у северној Енглеској или Шкотској. Слична кретања показују и азијске популације. Птице су веома друштвене ван сезоне парења. Све врсте имају сезонска кретања и промене станишта, уз доказе да се номинална раса птица раније враћаја у гнездилишта. Ретка је луталица чак до јужне Африке, где се може јавити заједно са афричким остригаром.

## Гнежђење
Систем парења је моногаман и веза у пару обично траје много година. Први пут се размножавају када имају између три и пет година. Гнездо је гола шупљина на шљунку, на обали или на шљунковитим острвима у унутрашњости, 20 цм ширине и 5 -7 цм дубине. Полажу се два до четири јаја. У просеку, јаја су 55.4 – 57 mm × 39.5 – 40 mm по величини и тежини око 47 гр. Жуто-смеђе су боје са црно-смеђим мрљама и пругама. Почевши од положеног последњег јајета, инкубирају их оба родитеља и излегу се синхроно након 24 - 35 дана. Млади су раноразвијени и развијају се у ван гнезда. Леже их оба родитеља и напуштају гнездо након једног или два дана. Хране их оба родитеља. Само једно легло се узгаја у једној сезони. И јаја и птићи су веома камуфлажни.
Слично многим другим птицама које се гнезде на земљи, бране гнездо нападајући ваздушне предаторе у ваздуху (као што су гаврани), док се са претњама са земље носе одвлачењем пажње. Када не тражи храну, мужјак обично стоји на стражи и често ће бити први (и одлучнији) који ће реаговати, али ће и женка напустити гнездо да би учествовала. Пар више пута гласно покушава да отера потенцијалну претњу како би је отерали од гнезда. Ако је претња исувише близу гнезда, могу изводити кратке ниске летове који одвлаче пажњу или чак симулирати повреде. Међутим, уз поновљено излагање одређеној претњи (као што је човек), оне се обично донекле навикну на њих и нису толико склоне да реагују, при чему женка често чак ни не напушта гнездо.

## Статус
Због своје велике бројности и лако препознатљивог понашања, остригар је важан индикатор здравља екосистема у којима се окупља. Опсежне дугорочне студије спроведене су о његовом начину исхране у северној Немачкој, Холандији, а посебно на естуару реке Ексе у југозападној Енглеској. Ове студије чине важан део темеља модерне дисциплине бихејвиоралне екологије .
То је дуговечна птица; одрасла јединка (стара најмање три године) прстенована у Енглеској 1982. године поново је ухваћена 2025. године, 43 године након прстеновања, што је чини старошћу од најмање 46 година.

## Галерија
- Негездећа птица са белом крагном
- Одрасла птица са птићем, острво Скомер
- Гнежђење Дорнох      (Шкотска )
- Четири одрасле јединке у лету (Хамбургер Халлиг, Северна Фризија)
- Хелиголанд
- Младунац је стар само три недеље и потпуно је спреман за лет.
- лат. Haematopus ostralegus osculans у лету, Хебеи, Кина